# KZ-Außenlager Hannover-Limmer

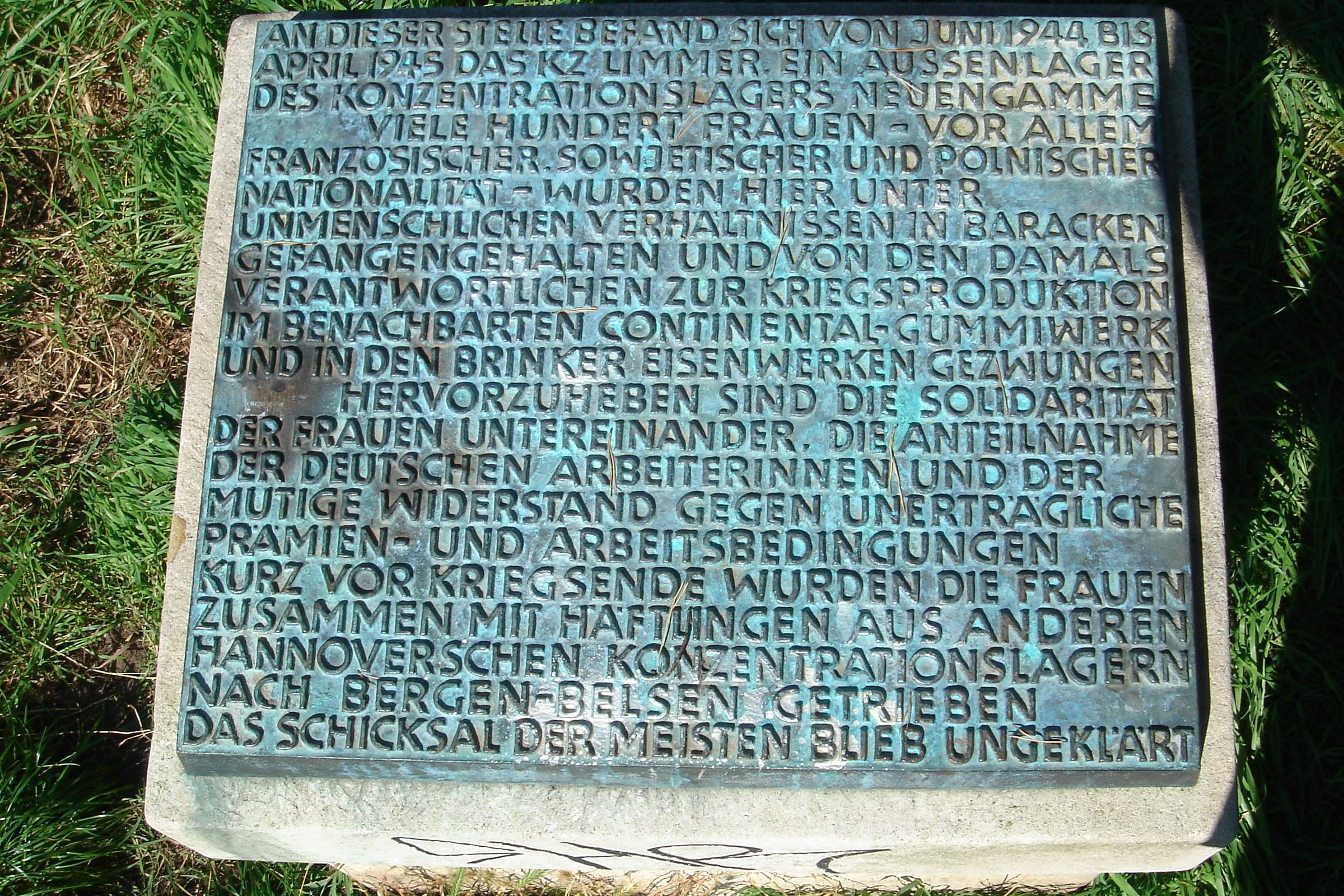
Gedenkstein zur Erinnerung an das KZ-Außenlager Hannover-Limmer

Das KZ-Außenlager Hannover-Limmer, auch KZ Limmer oder KZ Conti-Limmer war eines der Außenlager des KZ Neuengamme, in dem bis zu ca. 1000 weibliche Häftlinge inhaftiert waren. Es befand sich im hannoverschen Stadtteil Limmer und bestand von Ende Juni 1944 bis zur Befreiung Anfang April 1945.

## Lager, Häftlinge und Lagerpersonal

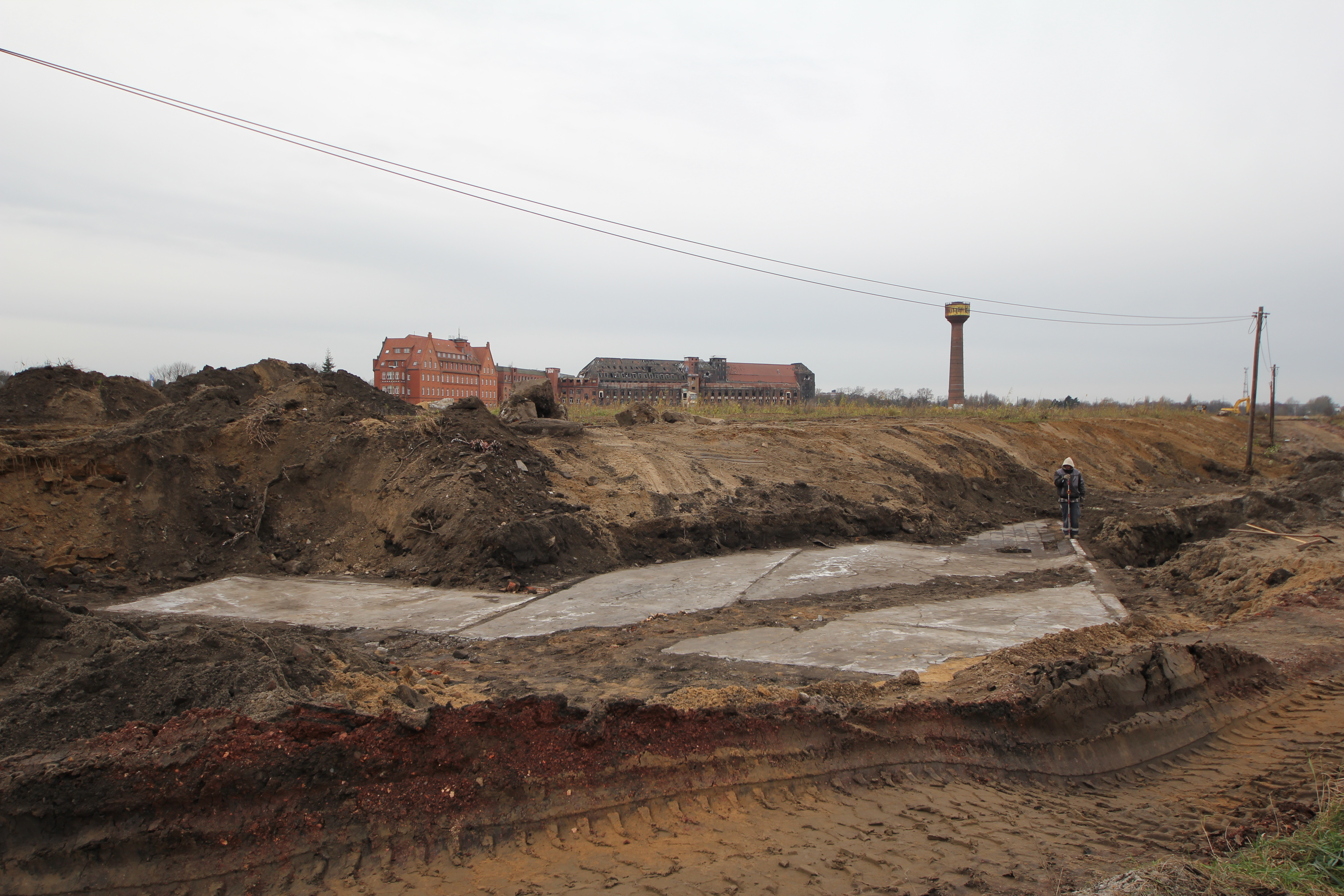
Freigelegter Fußboden einer Häftlingsbaracke bei einer archäologischen Grabung, 2015

Das Frauenlager befand sich zwischen dem Continentalwerk und dem Dorf Limmer. Es bestand zunächst aus einer hölzernen Wohnbaracke, einer Küchenbaracke und einer Wasch- und Toilettenbaracke. Ein Raum als Krankenrevier war in die Wohnbaracke integriert. Eine SS-Verwaltungs- und Unterkunftsbaracke lag außerhalb eines unter Hochspannung zu setzenden Stacheldrahtzaunes. Belegt wurde das Lager Ende Juni 1944 mit 266 Frauen aus einem Transport aus dem Konzentrationslager Ravensbrück. Sie stammten vor allem aus Frankreich und Russland. Etwa 250 weitere Häftlinge aus dem KZ Salzgitter-Watenstedt kamen im Dezember 1944. Die Continental AG hatte zuvor das Lager vergrößert und zwei weitere Baracken errichtet. Anfang Januar 1945 kamen schließlich ungeplant fast 500 überwiegend polnische Häftlinge aus dem durch einen der Luftangriffe auf Hannover zerstörten KZ Hannover-Langenhagen hinzu. Das für 500 Häftlinge vorgesehene Lager war nun mit über 1000 Frauen völlig überfüllt.
Die Frauen mussten im Werk Limmer der Continental AG im Zwei-Schichtsystem von jeweils 12 Stunden Gasmasken herstellen. Die Gruppe der ehemals Langenhagener Häftlinge war überwiegend weiterhin in den Brinker Eisenwerken in Langenhagen beschäftigt. Eine weitere Gruppe musste in der Lindener Harry-Habag-Brotfabrik Trümmer beseitigen.
Die Bewachung des Lagers oblag im März 1945 wahrscheinlich 5 SS-Männern und 19 KZ-Aufseherinnen. Von ihnen ist lediglich Lina Hillebrecht namentlich bekannt. Für wahrscheinlich nur ca. zwei Wochen übernahm ab Ende März 1945 der SS-Hauptsturmführer Otto Thümmel die Lagerleitung.

## Auflösung des Lagers
Am 6. April 1945 wurde das Lager geräumt und ca. 930 marschfähige KZ-Häftlinge auf einen Todesmarsch in Richtung Norden befohlen. Fast 80 kranke Frauen blieben zurück, die am 10. April von amerikanischen Soldaten befreit wurden. Am 8. April kamen die Frauen im KZ Bergen-Belsen an, in dem sie am 15. April von britischen Soldaten befreit wurden. In Bergen-Belsen verstarben wahrscheinlich mehr als 100 Frauen vor und nach der Befreiung an Entkräftung oder aufgrund von Krankheiten.

## Gedenkstätte

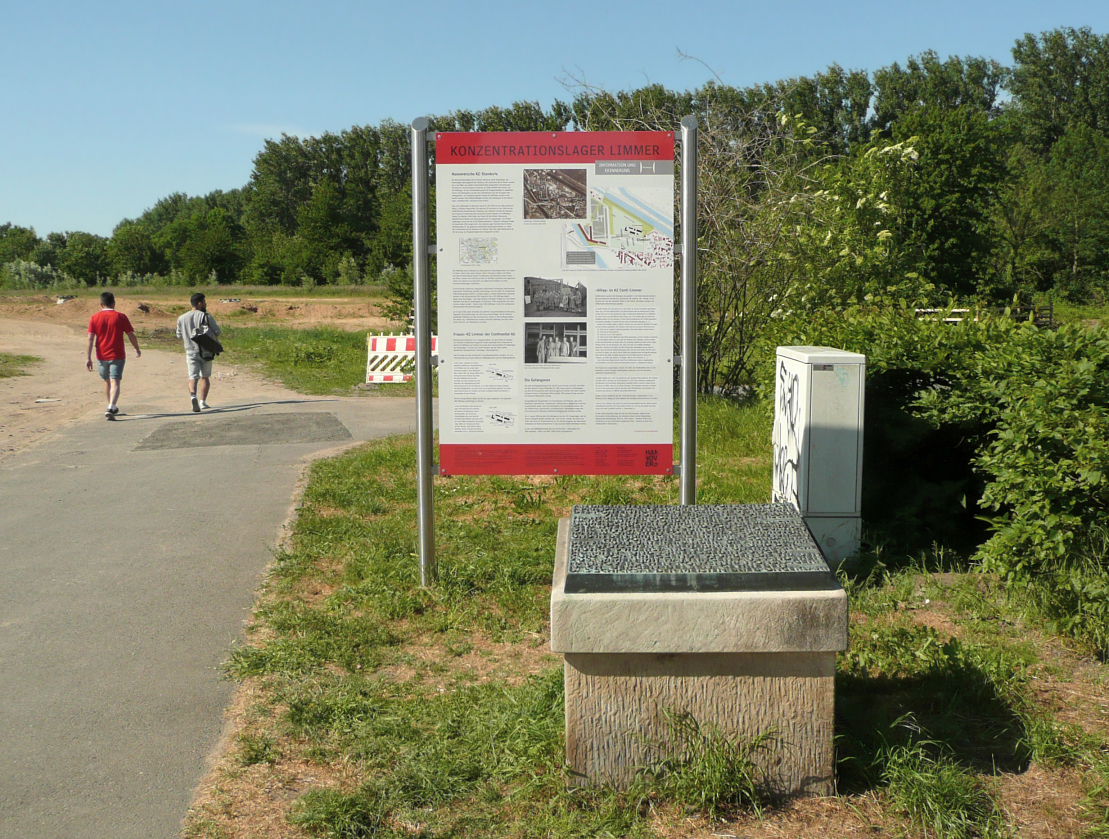
Gedenkstätte mit dem 1987 errichteten Gedenkstein und der 2015 aufgestellten Informationstafel

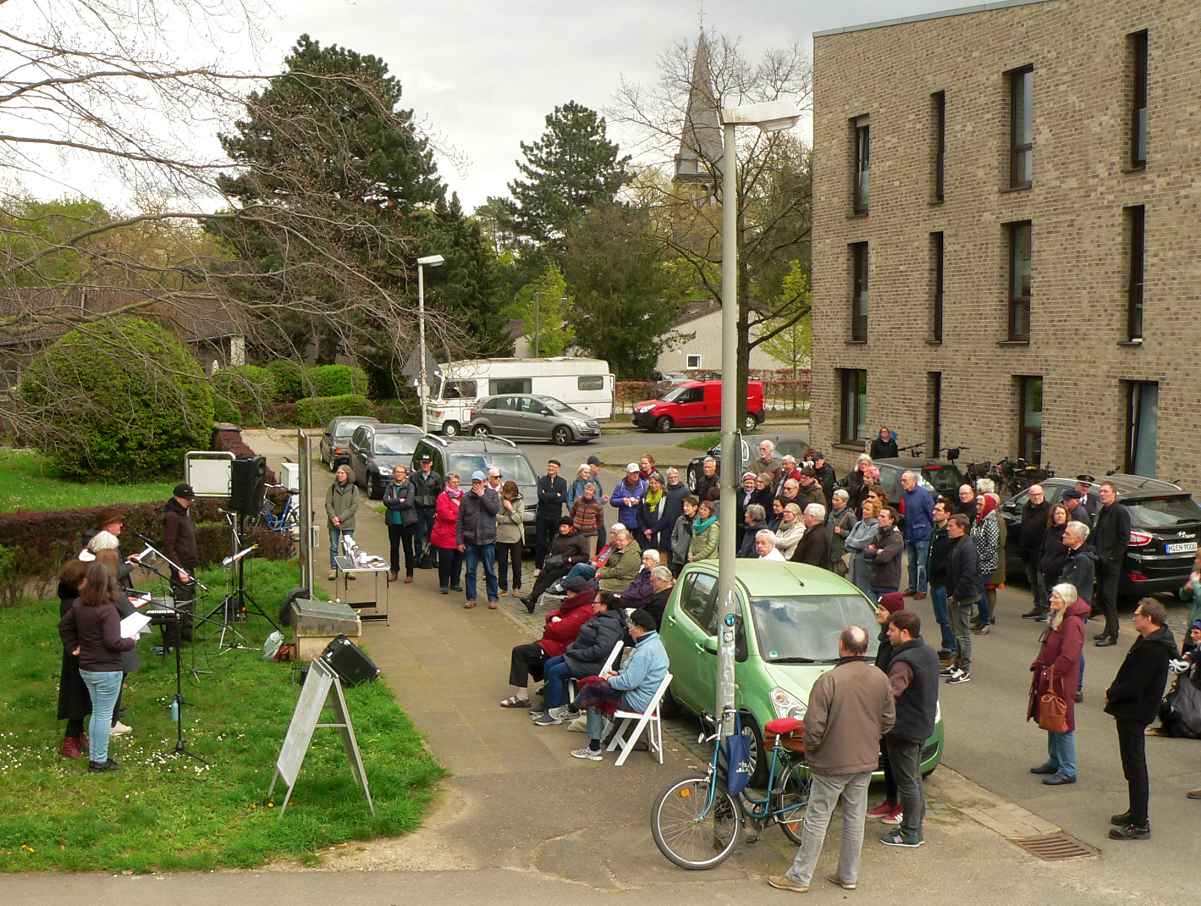
Gedenkveranstaltung zum 79. Jahrestag der Befreiung des Lagers, 2024

Die Geschichte des Lagers, das Schicksal der Inhaftierten und die Aufarbeitung in der Nachkriegszeit ist Mitte der 1980er Jahre dokumentiert worden. Die Aufarbeitung der NS-Geschichte aus lokaler Perspektive begannen junge Historikerinnen und Historiker bereits in den 1970er Jahren, was 1983 zur Ausstellung  „Konzentrationslager in Hannover“ im KUBUS führte. Im Jahre 1987 wurde eine Bronzetafel, die auf einem Sandsteinblock angebracht ist, an der Sackmannstraße/Stockhartweg zur Erinnerung an das Leid der Frauen eingeweiht. Der Stadtbezirksrat Linden-Limmer hat die Landeshauptstadt Hannover im Juni 2004 mit einem Beschluss aufgefordert, eine würdige Gedenkstätte auf dem ehemaligen Lagergelände zu errichten. Im Jahr 2008 bildete sich der Arbeitskreis „Ein Mahnmal für das Frauen-KZ in Limmer“, der die Errichtung einer Gedenkstätte weiter verfolgt und die Geschichte des KZ weiter erforscht. Am 70. Jahrestag der Befreiung im Jahr 2015 wurde eine vom Arbeitskreis gestaltete Informationstafel aufgestellt.
Bei der Umgestaltung des Geländes, auf dem das KZ-Außenlager lag, zur Wasserstadt Limmer wurden 2015 bei archäologischen Grabungen im Auftrag der Landeshauptstadt Hannover Pfostensetzungen und Bodenreste des ehemaligen Konzentrationslagers nachgewiesen. Die Fundstellen wurden dokumentiert und zum Schutz des Bodendenkmals wieder aufgefüllt. Für das frühere Lagergelände ist eine Überbauung durch Wohnhäuser vorgesehen. Die Gestaltung einer zukünftigen Gedenkstätte, möglicherweise durch Freilegung des früheren Laufhorizontes und symbolischer Aufstellung von Zaunpfosten, ist in Planung.